# Mayschoß
Mayschoß este o comună din landul Renania-Palatinat, Germania.